# Listriella nagatai
Listriella nagatai is een vlokreeftensoort uit de familie van de Liljeborgiidae. De wetenschappelijke naam van de soort is voor het eerst geldig gepubliceerd in 1979 door G. Karaman.